# Hooper (Colorado)
Hooper és una població dels Estats Units a l'estat de Colorado. Segons el cens del 2000 tenia 123 habitants.

## Demografia
Segons el cens del 2000, Hooper tenia 123 habitants, 48 habitatges, i 33 famílies. La densitat de població era de 190 habitants per km².
Dels 48 habitatges en un 35,4% hi vivien nens de menys de 18 anys, en un 56,3% hi vivien parelles casades, en un 8,3% dones solteres, i en un 29,2% no eren unitats familiars. En el 25% dels habitatges hi vivien persones soles el 10,4% de les quals corresponia a persones de 65 anys o més que vivien soles. El nombre mitjà de persones vivint en cada habitatge era de 2,56 i el nombre mitjà de persones que vivien en cada família era de 3,12.
Per edats la població es repartia de la següent manera: un 28,5% tenia menys de 18 anys, un 8,9% entre 18 i 24, un 30,1% entre 25 i 44, un 19,5% de 45 a 60 i un 13% 65 anys o més.
L'edat mediana era de 41 anys. Per cada 100 dones de 18 o més anys hi havia 95,6 homes.
La renda mediana per habitatge era de 31.964 $ i la renda mediana per família de 35.833 $. Els homes tenien una renda mediana de 33.333 $ mentre que les dones 19.750 $. La renda per capita de la població era de 13.897 $. Entorn del 12,5% de les famílies i el 21% de la població estaven per davall del llindar de pobresa.

## Poblacions més properes
El següent diagrama mostra les poblacions més properes.